# Liste der Handfeuerwaffen/O

## OB…
- Oberland Arms OA10 (Deutschland – Selbstlader – 7,62 × 51 mm NATO)
- Oberland Arms OA15 (Deutschland – Selbstlader – 5,56 × 45 mm NATO)
- Oberndorf Mauser Type B Pattern 80
- Objective Individual Combat Weapon

## OC…
- OC-14-4A (Russland – Kompaktes Sturmgewehr – 9 × 39 mm)
- OCSW

## Olympic Arms
- Olympic Arms CAR-97
- Olympic Arms K23-B
- Olympic Arms OA-93
  - Olympic Arms OA-93 TG
- Olympic Arms OA-96
- Olympic Arms PCR Service Match

## OR…
- Orita M1941 (Rumänien – Maschinenpistole – 9 × 19 mm)
- Ortgies pistol

## Os…
- Ossawul (Revolver) (Ukraine – Revolver – 5,45 × 39 mm)

## Ow…
- Owen-Maschinenpistole (Australien – Maschinenpistole 9 mm)

## OZ…
- OZ-01 Kobalt
- OZ-14 Grosa
- OZ-20 Gnom
- OZ-23 Drotik